# ジューグー空港
ジューグー空港（Djougou Airport）は、ベナンのドンガ県県都ジューグーにある空港。